# 野口雅昭
野口 雅昭（のぐち まさあき、1940年10月13日 - ）は、日本の元外交官。アラビスト。元京都文教大学人間学部長、現代社会学科教授。龍谷大学客員教授。京都聖母女学院短期大学非常勤講師。福島県会津若松市出身。父は旧帝国陸軍で参謀などを務めた野口省己。登山家の野口健は次男。野口絵子は孫（健の長女）。
外交官時代は、アラビア語の専門教育を受けたアラビストであった。1991年1月31日、イエメン大使在任時に、大使公邸に手榴弾が投げ込まれた。

## 略歴
- 1940年10月：福島県会津若松市生まれ
- 1956年4月：東京都立新宿高等学校入学
- 1959年4月：東京大学旧文科一類（現在の文科一類、文科二類）入学
- 1963年3月：東京大学教養学部国際関係論分科卒業
- 1963年4月：外務省入省
- 1963年10月～1966年：イギリス、レバノン、シリア、エジプトでアラビア語研修。
- 以後、在サウジアラビア大使館、国連代表部勤務の他、本省中近東第2課長、領事第2課長などを歴任
- 1982年7月：在エジプト大使館参事官
- 1983年：在エジプト大使館公使
- 1985年11月：在イギリス大使館公使（王立国際問題研究所研究員）
- 1987年2月：在イタリア大使館（イタリア語版）公使
- 1989年4月：在イエメン大使館特命全権大使（48歳の大使は、当時戦後日本では最年少の大使。在イエメンの初代専任大使）
- 1989年10月：イタリア騎士十字勲章受章
- 1990年3月：エジプト共和国勲章受章
- 1991年7月：シドニー総領事館総領事
- 1994年9月：金属鉱業事業団理事
- 1996年10月：在チュニジア大使館特命全権大使
- 2001年2月：チュニジア共和国共和国勲章受章
- 2001年3月：外務省退官
- 2001年4月：帝京平成大学情報学科教授
- 2005年4月：京都文教大学人間学部現代社会学科教授
- 2008年4月：京都文教大学人間学部長
- 2016年4月：瑞宝中綬章受章

## その他
- 「世の中には必ずA面とB面がある。A面（表側）だけ見ていては本当のことは分からない。B面（裏側）も見ろ。特にB面は自分から足を運ばないと見ることができない」という考えを持っていた[2]。駐イエメン大使時代には当時高校生だった次男（野口健）を連れ、大使の身分を隠したボロい車を運転して、雑然としたバザールや何もかもが足りない悲惨な医療現場や貧困者が住んでいるスラム街等を視察し、「素人の意見が、案外いろいろ参考になる」として次男（野口健）に意見を求めることもあった[2][3]。

## 著書
- 『外務省の掟-徹底検証! 外務省なんていらない』（2001年10月）ISBN 978-4828409504

## 雑誌
- 『「テロに弱い国」日本ができること』（月刊WiLL (雑誌)2015年4月）ASIN B00S5TOFZ4

## 主な出演番組
- 『土よう親じかん』－－育てた人にきいてみる　登山家・野口健の父』（NHKデジタル教育）2008年10月18日
- 『ラジオ深夜便』 午前四時台 〔明日へのことば〕 「中東世界から学んだもの」 2011年4月12日火曜日